# United Chemi-Con
United Chemi-Con, Inc.（ユナイテッド・ケミコン）はアメリカの電子部品メーカー。日本ケミコンの100%子会社である。

## 概要
日本ケミコンの子会社でありアメリカ大陸を主な販売エリアとしている。また、アメリカ国内にてアルミ電解コンデンサの製造を行っている。
アメリカに本拠を構える大手の電子部品通信販売サイトでは日本ケミコン製品のサプライヤー名として用いられている場合もある。

## 沿革
- 1970年6月 - 海外販売拠点として設立[5]
- 1992年6月 - アルミ電解コンデンサの生産拠点として、現地法人UNITED CHEMI-CON MANUFACTURING, INC.(現United Chemi-Con, Inc.)を設立。